# Teoria rozwoju psychospołecznego
Teoria rozwoju psychospołecznego – koncepcja wywodzącą się z psychoanalizy, w której wiodącą rolę przyznaje się działaniom świadomym jednostki pod wpływem środowiska. Rozwój ujmowany jest jako proces ewolucyjny, w którym jednostka poprzez kryzysy psychospołeczne osiąga coraz to wyższy poziom integracji. Dokonuje się on poprzez rozwiązywanie trudności związanych ze zmianami na płaszczyznach na których się odbywa: biologicznej, psychicznej oraz społecznej. Rozwój jest więc wzajemnym dostosowywaniem się do siebie jednostki i środowiska.

## Ego
- Ego to konfiguracja zawierająca i kontrolująca czynności świadome, dokonujące syntezy i integracji ubiegłych doświadczeń z zadaniami pojawiającymi się aktualnie w percepcyjno-poznawczym polu jednostki.
- Jest równorzędne do id i superego.
- Podstawowe procesy ego: zabawa, mowa, myślenie i działanie.

Motorem rozwoju jest występowanie u człowieka przeciwstawnych tendencji i dążeń. Polaryzacja ta występuje w dwóch wymiarach:
1. Dążenie do progresji - dążenie do regresji:

- Progresja - zakłada pragnienie życia, uzyskiwania gratyfikacji, pragnienie ekspansji poza ja
- Regresja - powrót do etapu mniejszej złożoności psychicznej, implikuje dążenie do samodestrukcji

1. Polaryzacja biseksualna:

- Polega na współwystępowaniu pierwiastka męskiego i żeńskiego.

Rozwój następuje w kolejnych fazach. Jego przebieg zależy od doświadczeń wcześniej nabytych przez jednostkę. W każdej fazie pojawia się nowy układ przeszkód biologicznych, społecznych, psychicznych, wywołujących kryzys i zaostrzających walkę między dążeniami do progresji i regresji. Aby przejść do następnej fazy, wszystkie przeszkody muszą być pokonane. Rozwiązanie kryzysu psychospołecznego następuje wtedy, gdy przeszkody i naciski, które się w danym momencie pojawiły, zostają włączone do struktury ego jako elementy harmonijnej całości. Wówczas względna równowaga zostaje nie tyle odzyskana, co osiągnięta na wyższym poziomie złożoności.

## Fazy rozwojowe według Eriksona
Rozwój człowieka odbywa się według ośmiu faz różniących się między sobą jakościowo. Każda z nich stanowi dla niego zadanie rozwojowe, wymagające zmiany sposobu funkcjonowania. Zachodzi konieczność znalezienia optymalnego napięcia pomiędzy dwiema cechami, czego skutkiem jest wypracowanie nowej właściwości ego. Osiągnięcie sukcesu w pokonaniu kryzysu rozwojowego oznacza odnalezienie witalności koniecznej do jego rozwiązania:
| Faza rozwojowa | Biegun pozytywny      | Biegun negatywny        | Cnota podstawowa |
| -------------- | --------------------- | ----------------------- | ---------------- |
| 1              | podstawowa ufność     | podstawowa nieufność    | Nadzieja         |
| 2              | autonomia             | wstyd i zwątpienie      | Wola             |
| 3              | inicjatywa            | poczucie winy           | Stanowczość      |
| 4              | produktywność         | poczucie niższości      | Kompetencja      |
| 5              | tożsamość             | rozproszenie tożsamości | Wierność         |
| 6              | intymność i oddalenie | zaabsorbowanie sobą     | Miłość           |
| 7              | generatywność         | stagnacja               | Troska           |
| 8              | integralność          | rozpacz i rozgoryczenie | Mądrość          |

Odnaleziona przez człowieka witalność nazwana została przez Eriksona cnotą podstawową. Jest ona siłą będącą wynikiem uzyskania „właściwych proporcji” pomiędzy przeciwstawnymi wartościami (poczuciami), np. podstawową ufnością i podstawową nieufnością. Błędem jest zakładanie, że sukcesem w ramach danej fazy rozwojowej jest wybór „pozytywnego odczucia” (np. podstawowej ufności) z zupełnym pominięciem jego „negatywnego” odpowiednika.
Etapy rozwojowe następują po sobie w taki sposób, że każdy z nich jest obecny w jakiejś formie w każdej fazie. Każdy z nich ma jednak własny czas dominacji w pewnym okresie życia, który reprezentuje jego kryzys. Po rozwiązaniu etap ten nie ulega „utraceniu”, ale jest obecny w fazie następnej przemieniając się w kolejną wersję poziomu wcześniejszego (ułatwiając rozwiązanie następnych kryzysów). Podobnie każdy moment krytyczny istnieje także w jakiejś formie jeszcze przed nadejściem jego kolejności.

### 1. Konflikty między ufnością a podstawową nieufnością
- Faza oralno-sensoryczna, okres niemowlęcy.
  - Noworodek jest całkowicie zależny od swoich opiekunów.
  - Źródłem jego nieufności jest zagrożenie homeostazy; źródłem ufności – fakt doznania opieki.
  - Osiągnięcie poczucia ufności jest wskaźnikiem prawidłowo przebiegającego procesu przystosowania.
  - Przejawy ufności dziecka: głębokość snu, łatwość przyjmowania pokarmu i wydalania.
  - Matka staje się dla dziecka wewnętrzną pewnością i zewnętrzną przewidywalnością.
  - Ufność wyraża się też w jego aktywności poznawczej – bada ono świat narażając się na doznania przykre, a oczekując przyjemnych.
  - Ząbkowanie – moment krytyczny w kształtowaniu się ufności; mogą kształtować się wtedy tendencje masochistyczne (szukanie ulgi przyjemności w ranieniu siebie).

### 2.Konfliktpomiędzy autonomią a wstydem i zwątpieniem
- Faza mięśniowo-analna, wczesne dzieciństwo.
  - Dziecko uczy się panować nad własnym organizmem.
  - Zaczyna różnicować własne stany wewnętrzne i kontrolować je, staje się bardziej samodzielne.
  - Z poczucia samokontroli rodzi się poczucie autonomii własnego istnienia.
  - Utrata samokontroli wywołuje wstyd i zwątpienie we własną autonomię.
  - Uczucie wstydu określa Erikson jako reakcję na sytuację, w której człowiek jest przez innych oglądany, gdy nie czuje się gotów do tego aby być oglądanym. Uczucie wstydu może wywoływać wrogość do siebie, człowiek pragnie być niewidzialnym, zmaleć lub zniknąć.
  - Zwątpienie we własną autonomię – utrata samokontroli lub nadmierna kontrola rodziców.
  - Konsekwencje konfliktu związanego z kształtowaniem się poczucia autonomii: nadmierna, obsesyjna skłonność do samokontroli i manipulowania sobą (nerwica natręctw), lęki paranoidalne, urojenia prześladowcze.

### 3. Konflikt pomiędzy inicjatywą a poczuciem winy
- Faza lokomocyjno-genitalna, wiek zabaw.
  - Dziecko pod wpływem otoczenia spostrzega kuszące możliwości „podboju świata”, rozwija zdolność samoobserwacji i kierowania sobą, przejawia inicjatywę w działaniu.
  - Następuje zderzenie własnego autonomicznego zachowania dziecka z autonomicznym zachowaniem innych ludzi. Pojawia się niezgodność interesów, dziecko przegrywa. Pojawia się frustracja, poczucie winy, chęć wycofania się z podjętej aktywności.
  - Dziecko różnicuje ludzi ze względu na płeć, identyfikuje się z rodzicem tej samej płci i rywalizuje z nim o uczucie adorowanego rodzica płci przeciwnej. Niepowodzenie prowadzi do poczucia winy i lęku przed karą.
  - Dziecko podejmuje inicjatywy nie wywołujące konfliktu – posługiwanie się narzędziami, zabawkami, opieka nad młodszymi dziećmi.
  - Patologiczne rozwiązanie kryzysu wyraża się w histerycznym wyparciu własnych pragnień i popędów.

### 4. Kryzys pomiędzy produktywnością a poczuciem niższości
- Faza latencji
  - Dziecko czerpie przyjemność z posługiwania się narzędziami, uczy się posługiwać symbolami, ćwiczy wytrwałość i cierpliwość.
  - Niepowodzenie i utrata statusu w grupie wywołuje poczucie niższości i utrudnia identyfikację z grupą, w której się pracowało.
  - Przebieg rozwoju w tej fazie decyduje o późniejszym stosunku do pracy, do ludzi, z którymi się pracuje i zdolności do sukcesu.
  - Nieprzystosowanie może polegać na niemożności identyfikowania się z grupą i z pracą, na poczuciu niższości lub na ograniczeniu siebie i takim zacieśnieniu horyzontów, że nie mieści się w nim nic poza pracą.

### 5. Kryzys między tożsamością a dyfuzją ról
- Pokwitanie i dorastanie.
  - Szybkie zmiany fizyczne i fizjologiczne powodują zachwianie obrazu „ja” i konieczność skonfrontowania tego, co się sądzi o sobie z wyobrażeniami jakie inni mają o człowieku.
  - Do najważniejszych zadań należy wybór zawodu i partnera seksualnego.
  - Kształtuje się poczucie tożsamości – jest się kimś określonym zarówno we własnych oczach, jak i w oczach innych ludzi
  - Czynniki związane z kształtowaniem się tożsamości:
    - Rozwój perspektywy czasowej-zdolność spostrzegania własnego życia jako przebiegającego i ograniczonego w czasie.
    - Pewność, że jest się sobą.
    - Wypróbowywanie ról.
    - Przewidywanie sukcesu-umożliwia ustalenie tożsamości zawodowej.
    - Identyfikacja seksualna.
    - Polaryzacja przywództwa-zdolność podporządkowania się przywódcy i bycia przywódcą.
    - Polaryzacja ideologiczna-określenie własnej przynależności ideologicznej.

  - Nierozwiązany konflikt wokół tożsamości wyraża się w poczuciu rozproszenia ról, które się podejmuje, w rozproszeniu tożsamości
  - Najczęstszy przejaw nieprzystosowania to niezdolność do identyfikacji z zawodem, może pojawić się też tożsamość negatywna - określenie się przez zanegowanie pozytywnych oczekiwań i wartości społecznych (może wyrażać się w formie przestępczej itp.).

### 6. Konflikt między intymnością a izolacją
- Młodość.
  - Intymność wywołuje lęk, gdyż wiąże się z niebezpieczeństwem utraty w kontakcie z partnerem poczucia „ja”.
  - Lęk ten prowadzi do poczucia izolacji i unikania związków wymagających intymności.
  - Osiągnięcie intymności w małżeństwie jest zarazem przygotowaniem podstaw dla zdrowego rozwoju potomstwa.

### 7. Płodność i stagnacja
- Wiek dorosły.
  - Płodność w teorii Eriksona to chęć posiadania potomstwa i opiekowania się nim z pełnym poczuciem odpowiedzialności rodzicielskiej.
  - Regresja w tym stadium wyraża się w obsesyjnej potrzebie pseudointymności oraz okresowym wzajemnym wstrętem partnerów do siebie.

### 8. Konflikt między integralnością ego a rozpaczą
- Dojrzałość.
  - Integralność ego opiera się na akceptacji ludzkości i akceptacji własnego istnienia jako koniecznego i niepowtarzalnego.
  - Jeżeli człowiek nie jest w stanie zaakceptować swego dotychczasowego życia, nie jest też zdolny pogodzić się z faktem skończoności swego istnienia. Chciałby zacząć wszystko od nowa, ale wie, że życie jest za krótkie. Rodzi się rozpacz i lęk przed śmiercią.